# 森巴赫河
51°8′0″N 7°7′11″E / 51.13333°N 7.11972°E

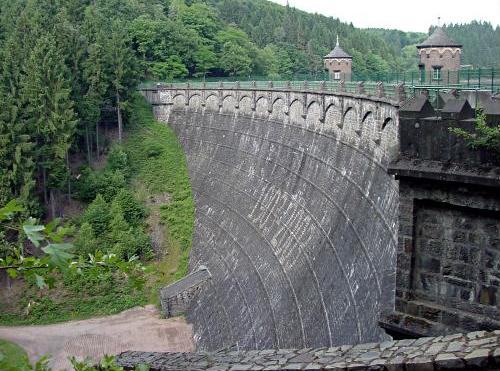
森巴赫河堤壩

森巴赫河（德語：Sengbach），是德國的河流，位於該國西部，處於北萊茵-威斯特法倫州，屬於伍珀河的左支流，河道全長7.4公里，流域面積14.3平方公里，河畔城鎮有索林根和韋默爾斯基興。